# Ahsoka Tano
Ahsoka Tano és un personatge de ficció dins de l'univers Star Wars, originari del planeta Shili i de raça Togruta. La seua primera aparició va ser a la pel·lícula d'animació The Clone Wars a la que va succeir la sèrie Star Wars: Clone Wars (2008), en la qual era l'aprenenta padawan del mestre Jedi Anakin Skywalker. Posteriorment apareixia a Star Wars Rebels, on feia servir el nom de Fulcrum per a contactar amb els rebels.

## Creació i desenvolupament

### Concepció
George Lucas va declarar que el personatge d'Ahsoka va ser desenvolupat per a la saga com una manera d'il·lustrar com Anakin Skywalker va passar de ser un Padawan en Star Wars episodi II: L'atac dels clons a ser un dels més reservats Jedi en Star Wars episodi III: La venjança dels Sith.
Al començament del desenvolupament, Ahsoka anava a anomenar-se "Ashla". Lucas la va reanomenar com l'antic emperador indi Aixoka (en anglès Ashoka); el nom va ser alterat pel guionista i productor Henry Gilroy.
El director i escriptor supervisor de Clone Wars, Dave Filoni, va escriure una faula sobre la primera infància d'Ahsoka per ajudar a desenvolupar el personatge. Va imaginar que el descobriment que "tenia les coses adequades" per convertir-se en Jedi seria motiu de celebració a la seva ciutat natal.
Donar responsabilitat a Anakin per tenir un padawan estava destinat a situar el personatge en un paper que l'obligaria a ser més prudent i responsable. També li donaria informació sobre la seva relació amb el seu propi mestre, Obi-Wan Kenobi, i mostraria com la seva relació maduraria. La relació d'Ahsoka i Anakin va ser vista com un arc essencial de la història que abasta tant la pel·lícula d'animació com la sèrie de televisió "Clone Wars".

### Escriptura

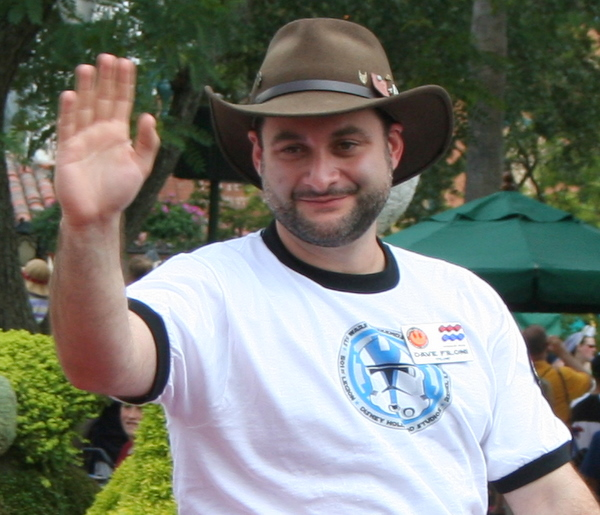
Dave Filoni el 2009.

Filoni inicialment va lluitar per escriure Ahsoka perquè no tenia "cap perspectiva" sobre com era ser una noia de 14 anys. Per tant, va en canviar l'enfocament i va escriure Ahsoka principalment com una Jedi que és una adolescent. Filoni va dir que "sempre ha tingut en compte una història" per al desenvolupament global d'Ahsoka. Va començar a pensar en la confrontació final entre Ahsoka i Vader des que va crear Ahsoka; diferents iteracions tenien finals diferents inclosa una en la qual Vader matava Ahsoka just quan ella obria el seu casc per revelar la cara marcada d'Anakin.
Ashley Eckstein, dobladora principalment d'Ahsoka, va dir que els escriptors i ella mateixa eren conscients que el públic inicialment va trobar el caràcter molest i que hi havia una "línia fina" en Ahsoka entre ser mimada i ser entranyable. Com que la producció anava un any per davant del que es transmetia, amb Ahsoka desenvolupant-se durant aquest temps, Eckstein va demanar als seus fans que tinguessin paciència amb el desenvolupament del personatge.
Tot i que Ahsoka abandona l'ordre Jedi al final de la cinquena temporada de "The Clone Wars", inicialment la història acabava tornant al'Ordre. Filoni va dir que això seria el que farien normalment i li va suggerir a Lucas que la mantinguessin fora; Lucas hi va estar d'acord. Lucas creia que Ahsoka sobreviuria a "l'Ordre 66", l'ordre que va portar l'exèrcit clon de la República a assassinar els Jedi.
El personatge de Fulcrum introduït aviat a Star Wars Rebels sempre va pensar-se perquè fos Ahsoka. Filoni, que exercia de productor executiu i co-creador de Rebels, va treballar amb Lucas per decidir el que Ahsoka sabria sobre el destí d'Anakin. També va col·laborar amb el productor executiu Simon Kinberg i el productor executiu de la primera temporada, Greg Weisman, per desenvolupar el paper d'Ahsoka com a agent rebel.
Els escriptors de la sèrie es van mostrar entusiasmats pel retorn d'Ahsoka a la segona temporada, i Filoni estava preocupat perquè Rebels no es convertissin en "El Show d'Ahsoka Tano". En conseqüència, Filoni va exigir que Ahsoka jugués un paper al servei dels personatges principals de Rebels, Ezra i Kanan, veient el nou paper d'Ahsoka com similar al d'Obi-Wan Kenobi a la pel·lícula original de La Guerra de les Galaxies. Tot i que Ahsoka és més madura a Rebels, Filoni volia "aspectes d'aquella noia que hi havia per brillar". Inicialment es va imaginar a Ahsoka com una "jugadora més passiu" que no participava en combat, però més tard va decidir que era més apropiat veure Ahsoka com una guerrera durant un temps turbulent. La presència d'Ahsoka era necessària per permetre a Darth Vader trobar els protagonistes de l'espectacle sense que aquest fos destruït; Ahsoka pot mantenir-se dempeus en un enfrontament amb Vader.
Filoni cita la passió dels afeccionats pel personatge com motiu del protagonisme d'Ahsoka a les "Clone Wars" i "Rebels".

### Aspecte
El disseny d'Ahsoka va evolucionar al llarg de tres anys abans de la seva introducció a la pel·lícula Clone Wars. El seu aspecte s'inspirava en San a La Princesa Mononoke. Ahsoka apareix inicialment en allò que Wired va anomenar "un top de tub i minifaldilla". A la tercera temporada, Ahsoka i altres personatges van rebre un nou vestuari. Filoni va dir que els canvis havien de portar l'estètica més propera a la "Venjança dels Sith" i van ser possibles gràcies a tècniques d'animació millorades.
L'armadura d'Ahsoka a Rebels està influïda per fotografies de dones samurai. Apareix com si la trobés en un antic temple Jedi i les fulles incolores del seu sabre de llum indiquen que ella no és ni un Jedi ni un Sith. Filoni va dir que els sabres de llum blancs tenen molt millor aspecte que no pas preveia. Les seves marques facials es van canviar per demostrar que havia envellit. Va ser "un terreny nou" per a l'equip de producció canviar l'estil d'animació d'Ahsoka per reflectir una edat més gran.

## Aparicions

### Pel·lícules

#### Star Wars: The Clone Wars
Ahsoka apareix per primera vegada a la pel·lícula Star Wars: The Clone Wars com una jove de 14 anys. Havia estat descoberta per Plo Koon als tres anys i acceptada a l'Ordre Jedi. El mestre Jedi Yoda va concedir a Ahsoka el rang de Padawan i la va fer aprenent d'Anakin Skywalker, per ensenyar-li un major sentit de la responsabilitat, i Anakin és inicialment frustrat per aquesta decisió. Les seves primeres interaccions són "contenciós juganeres", amb Anakin anomenant-la "Snips" per la seva actitud i Ahsoka cridant-li "Sky-guy" fent un joc de paraules amb el seu cognom. Després de guanyar-se el respecte d'Anakin en una missió perillosa, Ahsoka s'uneix a ell en una recerca per rescatar el fill de Jabba el Hutt. El seu impetuós caràcter tan incòmode i amable li atorga al seu mestre i, al final de la pel·lícula, Anakin descobreix un nou afecte per a la seva aprenent.

#### Star Wars: L'ascens de Skywalker
Ahsoka Tano fa una aparició vocal a Star Wars: L'ascens de Skywalker com un dels antics Jedi que ajuden Rey en la seva batalla contra el ressuscitat Darth Sidious. Ashley Eckstein va tornar a donar veu al personatge en la seva versió original.

### Sèries de televisió

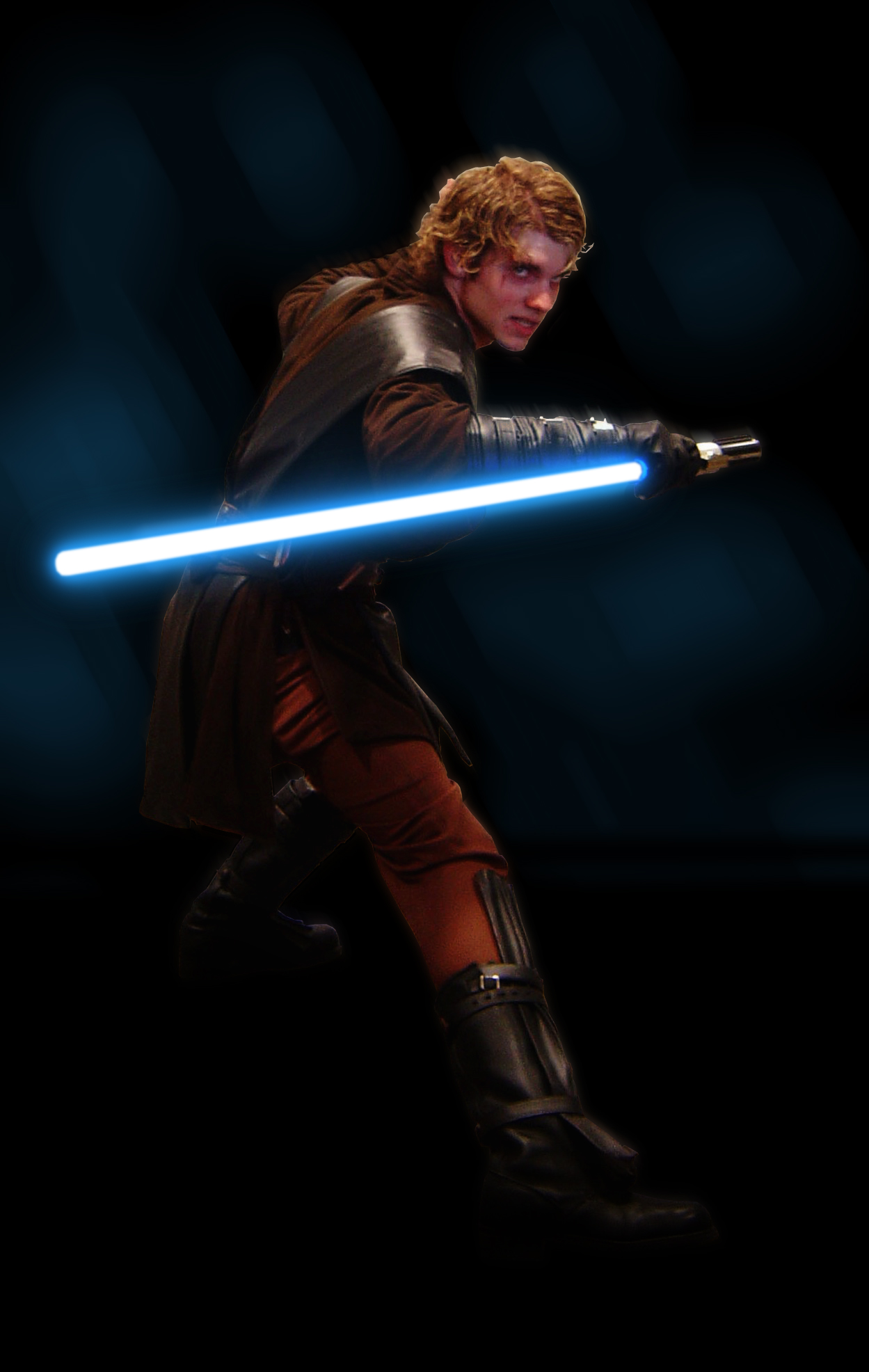
Cosplayer d'Anakin Skywalker.

#### The Clone Wars
Ahsoka Tano és un dels personatges principals de la sèrie.
És comandant de l'exèrcit de la República i continua aprenent els camins dels Jedi com a aprenent d'Anakin. Els dos desenvolupen una afecció mútua, de vegades prenent riscos importants per protegir o salvar els altres. Algunes de les accions d'Anakin per preocupació per Ahsoka exposen les seves tendències més fosques, com ara la tortura de presoners que poden conèixer la seva ubicació quan es troba desapareguda. Ahsoka també troba un tutor en el capità Rex, un soldat clon amb el qual ella i Anakin serveixen durant tota la guerra.
Al final de la cinquena temporada és acusada del bombardeig assassí del Temple Jedi. Les proves contra ella són fortes i fuig, desesperada per netejar el seu nom. Ahsoka capturada eventualment, el Consell li retira l'esta de Padawan i l'expulsa de l'Ordre Jedi. No obstant això, Anakin no deixa de creure maien la innocència de la seva aprenent i descobreix la veritat: el Jedi Bariss Offee, amic d'Ahhoka, estava darrere de tot. Ahsoka és absolta, però rebutja l'oferta de tornar a l'Ordre Jedi, i opta per prendre un nou camí cap al futur.
Ahsoka Tano s'oculta després de l'Ordre 66. Construeix nous sabres de llum, tots dos amb fulles blanques a causa de la seva afiliació, i es manté a la perifèria fins a la rebel·lió contra l'Imperi. Aleshores, Tano es conveix en Fulcrum: un agent d'intel·ligència amb identitat secreta.

#### Star Wars Rebels
El destí de Tano canviaria, però, quan va ser cridada a ajudar a la tripulació del Ghost a fugir de l'espai de Mustafar. Aquí va conèixer a dos Jedi - Kanan Jarrus i Ezra Bridger - i poc després de la trobada, Tano va estar present durant un xoc aeri mortal amb un misteriós Senyor Sith. Ahsoka, estenent-se a través de la Força, connectat amb el portador del costat fosc - una connexió que la va fer perdre la consciència.
Tano va acompanyar a la tripulació del Ghost en diverses missions, incloent batalles amb les set germanes i cinquè germans Inquisidors, als quals va manejar amb relativa facilitat. Però el destí conduiria Tano a un enfrontament més gran: un amb el Senyor Sith que va trobar a l'espai de Mustafar. Va ser Darth Vader, que va descobrir que era el seu antic mestre. Es van enfrontar a dalt del temple Sith a Malachor, mentre Tano va lliurar una quadrícula a través de la seva màscara. La cara marcada per sota semblava Anakin, però l'home que era sabia que havia desaparegut. Van colpejar una altra vegada les espases mentre el temple es col·lapsava al seu voltant.
Filoni va dir que el destí d'Ahsoka era ambigu i "una mica obert" encara que la seva dobladora Eckstein creia que el personatge era viu.
En el capítol "Un món entre mons", de la quarta temporada el destí d'Ahsoka es revela finalment. Ezra Bridger, que ha acabat en un terreny "entre mons i temps" dins del temple Jedi de Lothal, l'extreu del moment abans que Vader pogués lliurar-li la mort i així va alterar el seu destí. Ahsoka convenç a Ezra perquè no eviti el destí de Kanan, ja que corre el risc de perdre la seva pròpia vida. Palpatine dona llavors a conèixer la seva presència mentre intenta obligar-lo a introduir-lo al regne. Ahsoka ajuda a Ezra a escapar mentre torna a la seva línia temporal, després que el temple Sith s'ensorri, i promet a Ezra i la tripulació tornar a trobar-se.
Ahsoka torna a aparèixer en l'epíleg del final de la sèrie "Family Reunion - and Farewell", tornant a Lothal després dels esdeveniments de la Batalla d'Endor per a unir-se a Sabine Wren en la seva recerca de trobar Ezra, que desaparegut durant l'alliberament de Lothal.

#### The Mandalorian
A Good Morning America l'abril de 2017, l'actriu Rosario Dawson va expressar el seu interès en interpretar el personatge a la pantalla. El març de 2020, es va informar que Dawson apareixia com a personatge a la segona temporada de The Mandalorian. No obstant, el mes següent, Dawson va dir que el càsting encara estava per confirmar. A l'octubre, el compte alemany d'Instagram de Disney+ va publicar una història que nomenava Dawson com a part del repartiment de la propera temporada.
Ahsoka va fer una aparició al cinquè episodi de la temporada ("Chapter 13: The Jedi"), llançat a Disney+ el 27 de novembre de 2020.

#### Ahsoka
Al desembre de 2020, Lucasfilm va anunciar que Ahsoka tindria la seva pròpia sèrie limitada a Disney+, titulada "Ahsoka". Desenvolupada per Jon Favreau i Dave Filoni, al costat de The Mandalorian i Rangers of the New Republic a través d'històries interconnectades que culminen amb un "esdeveniment de història climàtica". Dawson reprén el seu paper com Ahsoka Tano.

### Altres mitjans
Filoni va dir que no volia que Ahsoka es considerés un personatge animat, sinó un personatge de "La guerra de les galàxies" que pot existir "en tots els mitjans". Ahsoka és un personatge jugable en una gran varietat de videojocs i diverses novel·les presenten el personatge.
Ahsoka ha aparegut a la sèrie Star Wars Forces of Destiny.
Ahsoka és un personatge jugable i coleccionable del videojoc Disney Infinity.

#### Ahsoka (novel·la)
Protagonitza la novel·la d'E. K. Johnston "Star Wars: Ahsoka" (2016), que mostra la vida d'Ahsoka entre "The Clone Wars" i "Rebels" i fa diverses referències a aquestes històries. Filoni estava molt involucrat en el desenvolupament de la novel·la i l'art de la portada es basa en un esbós que va crear diversos anys abans. Eckstein narra la versió en audiollibre. La novel·la figurava a la llista de best-sellers del New York Times i, en la categoria de tapes dures per a joves, va arribar al número u poc després de la seva publicació.
Un any després dels esdeveniments de "La venjança dels Sith", Ahsoka obté feina com a mecànica i pilot de càrrega amb el poderós clan Fardi al planeta Thabeska. Es veu obligada a amagar-se després d'exposar els seus poders de la Força mentre intenta salvar la vida de Hedala Fardi, la filla més petita de la família, de quatre anys. Ahsoka s'instal·la a la lluna agrària de Raada, on troba feina com a mecànica i es fa amiga de diversos agricultors locals, incloses les germanes adolescents Kaeden i Miara Larte, i el seu tutor Vartan. L'Imperi Galàctic estableix posteriorment una base a Raada i obliga els agricultors a plantar nous cultius, que lixivien els sòls de la lluna. Ahsoka es converteix en el líder d'un moviment de resistència. No obstant això, la revolta planificada es torça i Ahsoka exposa els seus poders de la Força durant un enfrontament amb les forces imperials. En resposta, l'Imperi envia un inquisidor, conegut com el sisè germà, per caçar Ahsoka.
Després d'haver cridat l'atenció de l'Imperi, Ahsoka es veu obligada a abandonar Raada. El senador d'Alderaan Bail Organa s'interessa pels informes imperials sobre Ahsoka i decideix trobar-la. En tornar als Fardis, Ahsoka reprèn la feina de pilot i mecànic. S'assabenta que una "ombra" (que resulta ser el sisè germà) ha estat perseguint Hedala, sensible a la força. Amb l'Imperi que estreny Thabeska, el patriarca Fardi aconsella a Ahsoka que marxi. El vaixell d'Asoka és capturat per dos pilots al servei d'Organa. En confondre els pilots amb amenaces, Ahsoka els deixa inconscients. Es troba amb R2-D2 i el convenç perquè la introdueixi a bord de la corbeta d'Organa. Ahsoka forja una aliança amb Organa a canvi de la seva ajuda per protegir els nens sensibles a la Força de l'Imperi. Tornant a Raada, troba a Miara i s'assabenta que el sisè germà va capturar la seva germana gran Kaeden. Després d'un duel de sabre làser, Ahsoka derrota i mata el sisè germà i agafa els seus cristalls Kyber per forjar els seus nous sabres de llum bessons. Després d'alliberar Kaeden, Ahsoka organitza una evacuació de la població de Raada amb l'ajut d'Organa. Ahsoka decideix llavors unir-se a la rebel·lió d'Organa mentre les germanes Larte i els altres refugiats s'estableixen a Alderaan. Mentrestant, l'Imperi envia al Gran Inquisidor, un antagonista perenne de Star Wars Rebels, per caçar Ahsoka.